# ハンガリー語の聖名祝日
ハンガリー語のキリスト教徒の聖名祝日：
| 1月 Január 1. フルジナ Fruzsina 2. アーベル Ábel 3. ゲノヴェーヴァ Genovéva, ベンニャーミン Benjámin（ベニヤミン） 4. ティトゥス Titusz, レオナ Leona 5. シモン Simon 6. ボルディジャール Boldizsár（バルタザル） 7. アッティラ Attila, ラモーナ Ramóna 8. ジェンジヴェール Gyöngyvér 9. マルツェッル Marcell 10. メラーニア Melánia 11. アーゴタ Ágota 12. エルネー Ernő（エルンスト） 13. ヴェロニカ Veronika 14. ボードグ Bódog 15. ローラーント Lóránt, ロラーンド Loránd（cf.ローランド） 16. グスターヴ Gusztáv（グスタフ） 17. アンタル Antal, アントーニア Antónia 18. ピロシュカ Piroska 19. シャーラ Sára（サラ）, マーリオー Márió 20. ファービアーン Fábián, シェベシュチェーン Sebestyén 21. アーグネシュ Ágnes（聖アグネス） 22. ヴィンツェ Vince, アルトゥール Artúr 23. ゼルマ Zelma, ライムンド Rajmund 24. ティモート Timót 25. パール Pál（パウル、パウロ） 26. ヴェンダ Vanda, パウラ Paula 27. アンゲリカ Angelika 28. カーロイ Károly（カール、チャールズ、シャルル）, カロラ Karola 29. アデール Adél 30. マルティナ Martina, ゲルダ Gerda 31. マルツェッラ Marcella | 2月 Február 1. イグナーツ Ignác 2. カロリナ Karolina, アイダhu:Aida 3. バラージュ Balázs 4. ラーヘル Ráhel（ラケル）, チェンゲ Csenge 5. アーゴタ Ágota, イングリド Ingrid 6. ドロッチャ Dorottya, ドーラ Dóra 7. トードル Tódor, ローメオー Rómeó 8. アランカ Aranka 9. アビゲール Abigél（アビガイル）, アレクス Alex（アレックス） 10. エルヴィラElvira 11. ベルトルド Bertold, マリエッタ Marietta 12. リーディア Lídia, リーヴィア Lívia 13. エッラ Ella, リンダ Linda 14. バーリント Bálint, ヴァレンティン Valentin 15. コロシュ Kolos, ゲオルギナ Georgina 16. ユリアンナ Julianna, リッラ Lilla 17. ドナート Donát 18. ベルナデットBernadett 19. ジュジャンナ Zsuzsanna（スザンナ） 20. アラダール Aladár（ゲルマン語由来。恐らくヴァルデマール・ヴラジーミルに対応）, アールモシュ Álmos（アールパードの父の名前） 21. エレオノーラEleonóra 22. ゲルジョン Gerzson（ゲルション） 23. アルフレード Alfréd（アルフレート、アルフレッド） 24. *マーチャーシュ Mátyás 25. *ゲーザ Géza 26. *エディナ Edina 27. *アーコシュ Ákos（テュルク系言語から入った古い名前、「白い鷹」）, バートル Bátor 28. *エレメール Elemér *閏日（2月24日）のあとの名前の日は、閏年の前へ移動する | 3月 Március 1. アルビン Albin 2. ルイザ Lujza 3. コルネーリア Kornélia 4. カーズメール Kázmér（カジミール、カジミェシュから） 5. アドルヤーン Adorján, アドリアーン Adrián 6. レオノーラ Leonóra, イネズ Inez 7. タマーシュ Tamás 8. ゾルターン Zoltán 9. フランツィシュカ Franciska, ファンニ Fanni 10. イルディコー Ildikó 11. シラールド Szilárd 12. ゲルゲイ Gergely 13. クリスティアーン Krisztián, アイトニ Ajtony 14. マティルド Matild 15. クリシュトーフ Kristóf 16. ヘンリエッタ Henrietta 17. ゲルトルード Gertrúd, パトリク Patrik（パトリック） 18. シャーンドル Sándor, エデ Ede（エドゥアルト、エドワード） 19. ヨージェフ József, バーンク Bánk（バーンク・バーンの名前でもある） 20. クラウディア Klaudia 21. ベネデク Benedek（ベネディクト） 22. ベアータ Beáta, イゾルダ Izolda, レア Lea 23. エメーケ Emőke 24. ガーボル Gábor, カリナ Karina 25. イレーン Irén, イーリス Írisz 26. エマーヌエル hu:Emánuel 27. ハイナルカ Hajnalka 28. ゲデオン hu:Gedeon, ヨハンナ hu:Johanna 29. アウグスタ Auguszta 30. ザラーン Zalán 31. アールパード Árpád | 4月 Április 1. フゴー Hugó 2. アーロン hu:Áron（アロン） 3. ブダ Buda, リハールド Richárd（リヒャルト、リチャード） 4. イジドル hu:Izidor 5. ヴィンツェ hu:Vince（ヴァーツラフ、ヴャチェスラフ、ヴェンツェル） 6. ヴィルモシュ hu:Vilmos, ビーボルカ hu:Bíborka 7. ヘルマン hu:Herman 8. デーネシュ hu:Dénes 9. エルハルド hu:Erhard 10. ジョルト hu:Zsolt 11. レオー hu:Leó, サニスロー hu:Szaniszló（スタニスワフ） 12. ジュラ Gyula（ユリウス） 13. イダ hu:Ida 14. ティボル hu:Tibor 15. アナスタージア hu:Anasztázia, タシュ hu:Tas 16. チョンゴル hu:Csongor 17. ルドルフ hu:Rudolf 18. アンドレア hu:Andrea, イルマ hu:Ilma 19. エンマ hu:Emma 20. ティヴァダル hu:Tivadar 21. コンラード hu:Konrád 22. チッラ Csilla, ノエーミ hu:Noémi 23. ベーラ hu:Béla 24. ジェルジ hu:György 25. マールク hu:Márk 26. エルヴィン hu:Ervin 27. ジタ hu:Zita 28. ヴァレーリア hu:Valéria 29. ペーテル hu:Péter 30. カタリン hu:Katalin, キッティ hu:Kitti | 5月 Május 1. フュレプ hu:Fülöp, ヤカブ hu:Jakab, ジャクリン hu:Zsaklin 2. ジグモンド hu:Zsigmond 3. ティーメア hu:Tímea, イルマ hu:Irma 4. モーニカ hu:Mónika, フローリアーン hu:Flórián 5. ジェルジ hu:Györgyi 6. イヴェット hu:Ivett, フリダ hu:Frida 7. ギゼッラ hu:Gizella 8. ミハーイ hu:Mihály 9. ゲルゲイ Gergely 10. アールミン hu:Ármin, パールマ Pálma 11. フェレンツ hu:Ferenc 12. ポングラーツ hu:Pongrác 13. セルヴァーツ hu:Szervác, イモラ Imola 14. ボニファーツ hu:Bonifác 15. ジョーフィア hu:Zsófia, ソンニャ hu:Szonja 16. モーゼシュ Mózes（モーセ、ユダヤ教徒の名前でもある）, ボトンド hu:Botond 17. パスカール hu:Paszkál 18. エリク hu:Erik, アレクサンドラ hu:Alexandra 19. イヴォー hu:Ivó, ミラーン hu:Milán 20. ベルナート hu:Bernát, フェリーツィア hu:Felícia 21. コンシュタンティン hu:Konstantin 22. ユーリア hu:Júlia, リタ hu:Rita 23. デジェー hu:Dezső 24. エステル hu:Eszter, エリザ hu:Eliza 25. オルバーン hu:Orbán 26. フュレプ hu:Fülöp, エヴェリン hu:Evelin 27. ヘッラ hu:Hella 28. エミル hu:Emil, チャナード Csanád 29. マグドルナ hu:Magdolna 30. ヤンカ hu:Janka, ジャネット hu:Zsanett 31. アンゲーラ hu:Angéla, ペトロネッラ hu:Petronella | 6月 Június 1. テュンデ hu:Tünde 2. カールメン hu:Kármen, アニタ hu:Anita 3. クロティルド hu:Klotild, ツェツィーリア hu:Cecília 4. ブルチュー hu:Bulcsú 5. ファティメ hu:Fatime, ファティマ Fatima 6. ノルベルト hu:Norbert, ツィンティア hu:Cintia 7. ローベルト hu:Róbert 8. マダールド hu:Medárd 9. フェーリクス hu:Félix 10. マルギト hu:Margit, グレータ hu:Gréta 11. バルナバーシュ hu:Barnabás 12. ヴィッレー hu:Villő 13. アンタル hu:Antal, アネット hu:Anett 14. ヴァズル Vazul 15. ヨラーン hu:Jolán, ヴィド hu:Vid 16. ユスティン hu:Jusztin 17. ラウラ hu:Laura, アリダ hu:Alida 18. アルノルド hu:Arnold, レヴェンテ hu:Levente 19. ジャールファーシュ hu:Gyárfás（ジェルヴェーズ Gervaise） 20. ラファエル hu:Rafael 21. アラヨシュ hu:Alajos（アロイス）, レイラ hu:Leila 22. パウリナ hu:Paulina 23. ゾルターン hu:Zoltán 24. イヴァーン hu:Iván 25. ヴィルモシュ hu:Vilmos 26. ヤーノシュ hu:János, パール hu:Pál 27. ラースロー hu:László 28. レヴェンテ hu:Levente, イレーン hu:Irén 29. ペーテル hu:Péter, パール hu:Pál 30. パール hu:Pál |
| 7月 Július 1. ティハメール hu:Tihamér（スラブ語チホミール）, アンナマーリア hu:Annamária 2. オットー hu:Ottó 3. コルネール hu:Kornél, ショマ hu:Soma 4. ウルリク hu:Ulrik 5. エメシェ hu:Emese, シャロルタ Sarolta（シャルロット） 6. チャバ hu:Csaba 7. アッポローニア hu:Apollónia 8. エッラーク hu:Ellák 9. ルクレーツィア hu:Lukrécia 10. アマーリア hu:Amália 11. ノーラ hu:Nóra, リリ hu:Lili 12. イザベッラ Izabella, ダルマ hu:Dalma 13. イェネー hu:Jenő 14. エルシュ hu:Örs, シュテッラ hu:Stella 15. ヘンリク hu:Henrik, ロランド hu:Roland 16. ヴァルテル hu:Valter 17. エンドレ hu:Endre, エレク Elek 18. フリジェシュ hu:Frigyes（フリードリヒ） 19. エミーリア hu:Emília 20. イッレーシュ Illés（エーリアーシュ（エリアス）の変形。ルーマニア語イリエ Ilie に似ている） 21. ダーニエル hu:Dániel, ダニエッラ hu:Daniella 22. マグドルナ hu:Magdolna 23. レンケ hu:Lenke 24. キンガ hu:Kinga, キンチェー hu:Kincső 25. クリシュトーフ hu:Kristóf, ヤカブ hu:Jakab 26. アンナ hu:Anna, アニコー hu:Anikó 27. オルガ hu:Olga, リリアーナ hu:Liliána 28. サボルチ hu:Szabolcs 29. マールタ hu:Márta, マールティ hu:Márti, フローラ hu:Flóra 30. ユディト hu:Judit, クセーニア hu:Xénia 31. オスカール hu:Oszkár | 8月 Augusztus 1. ボグラールカ Boglárka 2. レヘル Lehel 3. ヘルミナ hu:Hermina 4. ドモンコシュ hu:Domonkos, ドミニカ Dominika 5. クリスティナ hu:Krisztina 6. ベルタ hu:Berta, ベッティナ hu:Bettina 7. イボヤ Ibolya 8. ラースロー hu:László 9. エメード Emőd 10. レーリンツ hu:Lőrinc 11. ジュジャンナ hu:Zsuzsanna, ティボルツ hu:Tiborc 12. クラーラ hu:Klára 13. イポイ Ipoly 14. マルツェッル hu:Marcell 15. マーリア Mária 16. アーブラハーム hu:Ábrahám 17. ヤーツィント Jácint（ヒアキントゥス、ヒヤシンス） 18. イロナ hu:Ilona 19. フバ hu:Huba 20. イシュトヴァーン István 21. シャームエル hu:Sámuel, ハイナ hu:Hajna 22. メニヘールト hu:Menyhért（マインハルト、メルキオール）, ミルヤム hu:Mirjam 23. ベンツェ hu:Bence 24. ベルタラン hu:Bertalan 25. ラヨシュ hu:Lajos, パトリーツィアhu:Patrícia 26. イジョー hu:Izsó 27. ガーシュパールhu:Gáspár 28. アーゴシュトンhu:Ágoston 29. ベアトリクス hu:Beatrix, エルナ hu:Erna 30. ロージャ Rózsa 31. エリカ hu:Erika, hu:Bella | 9月 Szeptember 1. エジェド hu:Egyed, エゴン hu:Egon 2. レベカ hu:Rebeka（レベッカ、リブカ）, ドリナ hu:Dorina 3. ヒルダ hu:Hilda 4. ロザーリア hu:Rozália 5. ヴィクトル hu:Viktor, レーリンツ hu:Lőrinc 6. ザカリアーシュ hu:Zakariás 7. レギナ hu:Regina 8. マーリア Mária, アドリエン hu:Adrienn 9. アーダーム hu:Ádám 10. ニコレット hu:Nikolett, hu:Hunor 11. テオドーラ hu:Teodóra 12. マーリア Mária（マリア） 13. コルネール hu:Kornél（コルネリウス、カーネル） 14. セレーナ hu:Szeréna, ロクサーナ hu:Roxána 15. エニケー hu:Enikő, メリッタ hu:Melitta 16. エディト hu:Edit 17. ジョーフィア hu:Zsófia 18. ディアーナ hu:Diána 19. ヴィルヘルミナ hu:Vilhelmina 20. フリデリカ hu:Friderika 21. マーテー hu:Máté, ミレッラhu:Mirella 22. モーリツ hu:Móric（モーリッツ） 23. テクラ hu:Tekla, リーヴィウスhu:Líviusz 24. ゲッレールト Gellért, メルツェーデス Mercédesz 25. エウフロジナ Eufrozina, ケンデ Kende 26. ユスティナ Jusztina 27. アダルベルト Adalbert 28. ヴェンツェル Vencel 29. ミハーイ Mihály 30. イェロモシュ Jeromos                      | 10月 Október 1. マルヴィン Malvin 2. ペトラ Petra 3. ヘルガ Helga 4. フェレンツ Ferenc（フランツ） 5. アウレール Aurél（アウレリウス） 6. ブルーノー Brúnó（ブルーノ）, レナータ Renáta 7. アマーリア Amália 8. コッパーニ Koppány 9. デーネシュ Dénes（デニス） 10. ゲデオン Gedeon（ギデオン） 11. ブリギッタ Brigitta 12. ミクシャ Miksa 13. カールマーン Kálmán, エデ Ede 14. ヘレーン Helén 15. テレーズ Teréz 16. ガール Gál 17. ヘドヴィグ Hedvig 18. ルカーチ Lukács（ルカ） 19. ナーンドル Nándor（フェルディナント） 20. ヴェンデル Vendel 21. オルショヤ Orsolya（ウルスラ） 22. エレード Előd 23. ジェンジ Gyöngyi 24. シャラモン Salamon 25. ブランカ Blanka, ビアンカ hu:Bianka 26. デメテル Dömötör（デメトリオス、ドミトリー） 27. サビナ Szabina 28. シモン Simon, シモネッタ Szimonetta 29. ナールツィス Nárcisz 30. アルフォンズ Alfonz 31. ファルカシュ Farkas（狼、Wolf）                                                       | 11月 November 1. マリアンナ Marianna 2. アヒッレシュ Achilles 3. ジェーゼー Győző（ヴィクトルのハンガリー語訳） 4. カーロイ Károly 5. イムレ hu:Imre 6. レーナールド Lénárd 7. レジェー Rezső（ラインハルトなど Regi-） 8. ジョンボル Zsombor 9. ティヴァダル Tivadar 10. レーカ Réka 11. マーリオン # ヨーナシュ Jónás, レナートー Renátó 12. シルヴィア Szilvia 13. アリズ Aliz 14. アルベルト Albert, リポートLipót（レオポルト） 15. エデン Ödön 16. ヘンリエッタ Hortenzia, ゲルゲーGergő 17. イェネー Jenő（オイゲン、ユージーン） 18. エルジェーベト Erzsébet（エリザベス） 19. ヨラーン Jolán 20. オリヴェール Olivér 21. ツェツィーリア Cecília 22. ケレメン Kelemen（クレメント）, クレメンティナ Klementina 23. エンマ Emma 24. カタリン Katalin 25. ヴィラーグ Virág 26. ヴィルギル Virgil 27. シュテファーニア Stefánia 28. タクショニ Taksony 29. アンドラーシュ hu:András, アンドル Andor | 12月 December 1. エルザ Elza 2. メリンダ Melinda, ヴィヴィエン Vivien 3. フェレンツ Ferenc 4. ボルバーラ Borbála 5. ヴィルマ Vilma 6. ミクローシュ Miklós（ニコラウス。ミクラーシュ、ミコワイなどと同じ語源でスラブ系カトリック圏から入った） 7. アンブルシュ Ambrus（アンブロジウス） 8. マーリア Mária 9. ナターリア Natália 10. ユディト Judit 11. アールパード Árpád, アールパーディナ Árpádina 12. ガブリエッラ Gabriella 13. ルツァ Luca, オティーラ Otília 14. シラールディア Szilárda 15. ヴァレール Valér 16. エテルカ Etelka, Aletta 17. ラーザール Lázár, オリンピア Olimpia 18. アウグスタ Auguszta 19. ヴィオラ Viola 20. テオフィル Teofil 21. タマーシュ Tamás 22. ゼーノー Zénó（ゼノ、ゼノン） 23. ヴィクトーリア Viktória 24. アーダーム Ádám, エーヴァ Éva（アダムとイブ） 25. エウゲーニア Eugénia 26. イシュトヴァーン István 27. ヤーノシュ János 28. カミッラ Kamilla 29. タマーシュ Tamás, タマラ Tamara 30. ダーヴィド Dávid 31. シルヴェステル Szilveszter                                                                           |